# Sankt Peters kyrka, Lund (Grönegatan)
Sankt Peters kyrka, eller Sankt Peter vid Grönegatan, var en katolsk kyrka under medeltiden vid Grönegatan i sydvästra delen av Lund. Den låg i sydöstra delen av Kvarteret Billegården. För att skilja den från de två andra Petruskyrkorna i Lund, kallades den Sankt Peter vid Grönegatan eller Sankt Peter Lille. Den större av de två sockenkyrkorna med detta namn, Sankt Peter vid Bredgatan, låg vid Bredgatan. 
Kyrkan var helgad åt aposteln Simon Petrus, som var en av Jesu lärjungar. Den nämns i en skriftlig källa första gången 1304, då Cecilia, som var änka efter riksmarsken Jens Kalf (död omkring 1304), testamenterade medel till kyrkan. Arkeologiska undersökningar har genomförts i området, vilka visar att det var bebyggt redan under 1100-talet. 
Troligen hade domkapitlet patronatsrätten över kyrkan. Delar av kyrkans kyrkogård har hittats i samband med arkeologiska undersökningar 1945 och 1973, men själva kyrkan har inte hittats. Däremot har det hittats ett kapitälband i sandsten, som daterats till slutet av 1100-talet.
Kyrkan revs efter reformationen i Danmark 1536.